# A Million Voices
A Million Voices (en français, « Un million de voix »)  est le nom de la chanson de Polina Gagarina qui a représenté la Russie au Concours Eurovision de la chanson 2015. Cette chanson a obtenu 303 points en terminant à la deuxième place derrière la Suède, elle est alors la première à atteindre les 300 points sans avoir gagné. Elle a été écrite par les compositeurs suédois Gabriel Alares, Joakim Björnberg et Katrina Noorbergen et par les compositeurs russes Leonid Gutkin et Vladimir Matetsky.